# NHL Expansion Draft 1999
L'NHL Expansion Draft 1999 si è tenuto il 25 giugno 1999 presso il FleetCenter di Boston. Il draft ebbe luogo per permettere di completare il roster della nuova franchigia iscritta alla NHL a partire dalla stagione 1999-2000: gli Atlanta Thrashers.

## Entry Draft
L'NHL Entry Draft 1999, il 37º draft della National Hockey League, si svolse il 26 giugno 1999 presso il FleetCenter di Boston. Gli Atlanta Thrashers selezionarono il centro ceco Patrik Štefan dai Long Beach Ice Dogs, mentre i Vancouver Canucks come seconda e terza scelta puntarono sui fratelli gemelli svedesi Daniel ed Henrik Sedin, rispettivamente ala sinistra e centro del MoDo Hockey.

## Regole
Ai Thrashers fu data l'opportunità di selezionare 26 giocatori, uno proveniente da ciascuna franchigia allora esistente, esclusi i Nashville Predators. A ogni squadra fu permesso di escludere dalla selezione o un portiere, cinque difensori e nove attaccanti o due portieri, tre difensori e sette attaccanti. Per questa edizione si stabilì che le squadre che avevano visto sottrarsi dal roster un portiere nell'Expansion Draft del 1998 (Anaheim, Los Angeles, Montreal, New Jersey e New York Rangers) non potessero perderne un altro.
I Thrashers poterono scegliere tre portieri, otto difensori e tredici attaccanti. Le ultime due scelte infine furono libere e a discrezione della dirigenza di Atlanta.

## Expansion Draft

### Atlanta Thrashers
Essendo i Thrashers l'unica squadra partecipante al Draft l'ordine di selezione è da considerarsi irrilevante.
| Scelta # | Giocatore        | Posizione    | Selezionato dai      |
| -------- | ---------------- | ------------ | -------------------- |
| 1        | Trevor Kidd      | Portiere     | Carolina Hurricanes  |
| 2        | Norm Maracle     | Portiere     | Detroit Red Wings    |
| 3        | Corey Schwab     | Portiere     | Tampa Bay Lightning  |
| 4        | Petr Buzek       | Difensore    | Dallas Stars         |
| 5        | Brett Clark      | Difensore    | Montreal Canadiens   |
| 6        | Kevin Dean       | Difensore    | New Jersey Devils    |
| 7        | Maksim Galanov   | Difensore    | Pittsburgh Penguins  |
| 8        | David Harlock    | Difensore    | New York Islanders   |
| 9        | Jamie Pushor     | Difensore    | Mighty Ducks Anaheim |
| 10       | Darryl Shannon   | Difensore    | Buffalo Sabres       |
| 11       | Chris Tamer      | Difensore    | New York Rangers     |
| 12       | Mark Tinordi     | Difensore    | Washington Capitals  |
| 13       | Yannick Tremblay | Difensore    | Toronto Maple Leafs  |
| 14       | Kelly Buchberger | Ala destra   | Edmonton Oilers      |
| 15       | Sylvain Cloutier | Centro       | Chicago Blackhawks   |
| 16       | Phil Crowe       | Ala destra   | Ottawa Senators      |
| 17       | Peter Ferraro    | Ala destra   | Boston Bruins        |
| 18       | Johan Garpenlöv  | Ala sinistra | Florida Panthers     |
| 19       | Jody Hull        | Ala destra   | Philadelphia Flyers  |
| 20       | Matt Johnson     | Ala sinistra | Los Angeles Kings    |
| 21       | Tomi Kallio      | Ala sinistra | Colorado Avalanche   |
| 22       | Steve Staios     | Ala destra   | Vancouver Canucks    |
| 23       | Mike Stapleton   | Centro       | Phoenix Coyotes      |
| 24       | Ed Ward          | Ala destra   | Calgary Flames       |
| 25       | Terry Yake       | Centro       | St. Louis Blues      |
| 26       | Aleksej Egorov   | Ala destra   | San Jose Sharks      |

## Trattative
Per non aver selezionato determinati giocatori i Thrashers ricevettero come premio altri giocatori da parte di alcune franchigie:
- Ottawa cedette Damian Rhodes ad Atlanta il 18 giugno 1999.
- Buffalo cedette Dean Sylvester ad Atlanta il 25 giugno 1999.
- Calgary cedette Andreas Karlsson ad Atlanta il 25 giugno 1999.
- Detroit cedette Ulf Samuelsson ad Atlanta il 25 giugno 1999.
- New Jersey cedette Sergej Vyšedkevič ad Atlanta il 25 giugno 1999.
- Phoenix cedette Scott Langkow ad Atlanta il 25 giugno 1999.

## Dopo il draft
Diversi giocatori scelti dai Predators nell'Expansion Draft non rimasero a lungo presso la nuova franchigia. Alcuni furono scambiati il giorno stesso del draft:
- Trevor Kidd (ceduto a Florida per Gord Murphy, Daniel Tjärnqvist, Herberts Vasiļjevs e una scelta al Draft 1999)
- Peter Ferraro (ceduto a Boston per Randy Robitaille)

Altri cambiarono squadra prima dell'inizio della stagione 1999-2000:
- Phil Crowe ceduto a Nashville per eventuali scelte)
- Jamie Pushor (ceduto a Dallas per Jason Botterill, soldi e una scelta al Draft 1999)
- Terry Yake (ritirato dal mercato dei waivers da St. Louis)
- Aleksej Egorov (svincolato prima dell'inizio della stagione)
- Mark Tinordi (ritirato prima dell'inizio della stagione)